# 2018년 아시안 게임 카바디 남자
2018년 아시안 게임 남자 카바디 종목은 인도네시아 자카르타 가루다 극장에서 2018년 8월 19일부터 8월 24일까지 진행된다.

## 예선
모든 시간은 인도네시아 서부 표준시 (UTC+7) 기준이다.

### A조
| 순위 | 팀         | 경기 | 승 | 무 | 패 | 득점 | 실점 | 득실차 | 승점 | 결과 |
| ---- | ---------- | ---- | -- | -- | -- | ---- | ---- | ------ | ---- | ---- |
| 1    | 대한민국   | 4    | 4  | 0  | 0  | 147  | 84   | +63    | 8    | 결선 |
| 2    | 인도       | 4    | 3  | 0  | 1  | 166  | 103  | +63    | 6    | 결선 |
| 3    | 방글라데시 | 4    | 2  | 0  | 2  | 102  | 135  | -33    | 4    |      |
| 4    | 스리랑카   | 4    | 1  | 0  | 3  | 121  | 135  | -14    | 2    |      |
| 4    | 태국       | 4    | 0  | 0  | 4  | 102  | 181  | -79    | 0    |      |

| 8월 19일 14:00 | 인도 | 50-21 | 방글라데시 | 자카르타 가루다 극장 |
| 8월 19일 14:00 |      |       |            | 자카르타 가루다 극장 |
| 8월 19일 14:00 |      |       |            | 자카르타 가루다 극장 |

| 8월 19일 16:00 | 대한민국 | 52-21 | 태국 | 자카르타 가루다 극장 |
| 8월 19일 16:00 |          |       |      | 자카르타 가루다 극장 |
| 8월 19일 16:00 |          |       |      | 자카르타 가루다 극장 |

| 8월 19일 19:00 | 인도 | 44-28 | 스리랑카 | 자카르타 가루다 극장 |
| 8월 19일 19:00 |      |       |          | 자카르타 가루다 극장 |
| 8월 19일 19:00 |      |       |          | 자카르타 가루다 극장 |

| 8월 20일 12:30 | 방글라데시 | 34-22 | 태국 | 자카르타 가루다 극장 |
| 8월 20일 12:30 |            |       |      | 자카르타 가루다 극장 |
| 8월 20일 12:30 |            |       |      | 자카르타 가루다 극장 |

| 8월 20일 14:30 | 인도 | 23-24 | 대한민국 | 자카르타 가루다 극장 |
| 8월 20일 14:30 |      |       |          | 자카르타 가루다 극장 |
| 8월 20일 14:30 |      |       |          | 자카르타 가루다 극장 |

| 8월 20일 16:30 | 스리랑카 | 46-29 | 태국 | 자카르타 가루다 극장 |
| 8월 20일 16:30 |          |       |      | 자카르타 가루다 극장 |
| 8월 20일 16:30 |          |       |      | 자카르타 가루다 극장 |

| 8월 21일 13:30 | 방글라데시 | 29-25 | 스리랑카 | 자카르타 가루다 극장 |
| 8월 21일 13:30 |            |       |          | 자카르타 가루다 극장 |
| 8월 21일 13:30 |            |       |          | 자카르타 가루다 극장 |

| 8월 21일 15:30 | 인도 | 49-30 | 태국 | 자카르타 가루다 극장 |
| 8월 21일 15:30 |      |       |      | 자카르타 가루다 극장 |
| 8월 21일 15:30 |      |       |      | 자카르타 가루다 극장 |

| 8월 22일 14:30 | 방글라데시 | 18-38 | 대한민국 | 자카르타 가루다 극장 |
| 8월 22일 14:30 |            |       |          | 자카르타 가루다 극장 |
| 8월 22일 14:30 |            |       |          | 자카르타 가루다 극장 |

| 8월 23일 12:30 | 대한민국 | 33-22 | 스리랑카 | 자카르타 가루다 극장 |
| 8월 23일 12:30 |          |       |          | 자카르타 가루다 극장 |
| 8월 23일 12:30 |          |       |          | 자카르타 가루다 극장 |

### B조
| 순위 | 팀         | 경기 | 승 | 무 | 패 | 득점 | 실점 | 득실차 | 승점 | 결과 |
| ---- | ---------- | ---- | -- | -- | -- | ---- | ---- | ------ | ---- | ---- |
| 1    | 이란       | 5    | 5  | 0  | 0  | 289  | 109  | +180   | 10   | 결선 |
| 2    | 파키스탄   | 5    | 4  | 0  | 1  | 185  | 98   | +87    | 8    | 결선 |
| 3    | 인도네시아 | 5    | 3  | 0  | 2  | 132  | 182  | -50    | 6    |      |
| 4    | 일본       | 5    | 2  | 0  | 3  | 121  | 162  | -41    | 4    |      |
| 5    | 네팔       | 5    | 1  | 0  | 4  | 127  | 194  | -67    | 2    |      |
| 6    | 말레이시아 | 5    | 0  | 0  | 5  | 100  | 209  | -109   | 0    |      |

| 8월 19일 15:00 | 이란 | 55-20 | 일본 | 자카르타 가루다 극장 |
| 8월 19일 15:00 |      |       |      | 자카르타 가루다 극장 |
| 8월 19일 15:00 |      |       |      | 자카르타 가루다 극장 |

| 8월 19일 17:00 | 말레이시아 | 17-62 | 파키스탄 | 자카르타 가루다 극장 |
| 8월 19일 17:00 |            |       |          | 자카르타 가루다 극장 |
| 8월 19일 17:00 |            |       |          | 자카르타 가루다 극장 |

| 8월 19일 18:00 | 인도네시아 | 33-29 | 네팔 | 자카르타 가루다 극장 |
| 8월 19일 18:00 |            |       |      | 자카르타 가루다 극장 |
| 8월 19일 18:00 |            |       |      | 자카르타 가루다 극장 |

| 8월 20일 13:30 | 일본 | 30-20 | 말레이시아 | 자카르타 가루다 극장 |
| 8월 20일 13:30 |      |       |            | 자카르타 가루다 극장 |
| 8월 20일 13:30 |      |       |            | 자카르타 가루다 극장 |

| 8월 20일 15:30 | 이란 | 36-20 | 파키스탄 | 자카르타 가루다 극장 |
| 8월 20일 15:30 |      |       |          | 자카르타 가루다 극장 |
| 8월 20일 15:30 |      |       |          | 자카르타 가루다 극장 |

| 8월 20일 17:30 | 인도네시아 | 34-26 | 일본 | 자카르타 가루다 극장 |
| 8월 20일 17:30 |            |       |      | 자카르타 가루다 극장 |
| 8월 20일 17:30 |            |       |      | 자카르타 가루다 극장 |

| 8월 21일 12:30 | 말레이시아 | 22-30 | 인도네시아 | 자카르타 가루다 극장 |
| 8월 21일 12:30 |            |       |            | 자카르타 가루다 극장 |
| 8월 21일 12:30 |            |       |            | 자카르타 가루다 극장 |

| 8월 21일 14:30 | 네팔 | 28-31 | 일본 | 자카르타 가루다 극장 |
| 8월 21일 14:30 |      |       |      | 자카르타 가루다 극장 |
| 8월 21일 14:30 |      |       |      | 자카르타 가루다 극장 |

| 8월 21일 16:30 | 이란 | 58-24 | 말레이시아 | 자카르타 가루다 극장 |
| 8월 21일 16:30 |      |       |            | 자카르타 가루다 극장 |
| 8월 21일 16:30 |      |       |            | 자카르타 가루다 극장 |

| 8월 21일 17:30 | 인도네시아 | 11-40 | 파키스탄 | 자카르타 가루다 극장 |
| 8월 21일 17:30 |            |       |          | 자카르타 가루다 극장 |
| 8월 21일 17:30 |            |       |          | 자카르타 가루다 극장 |

| 8월 22일 12:30 | 이란 | 75-21 | 네팔 | 자카르타 가루다 극장 |
| 8월 22일 12:30 |      |       |      | 자카르타 가루다 극장 |
| 8월 22일 12:30 |      |       |      | 자카르타 가루다 극장 |

| 8월 22일 13:30 | 파키스탄 | 25-14 | 일본 | 자카르타 가루다 극장 |
| 8월 22일 13:30 |          |       |      | 자카르타 가루다 극장 |
| 8월 22일 13:30 |          |       |      | 자카르타 가루다 극장 |

| 8월 22일 15:30 | 말레이시아 | 17-29 | 네팔 | 자카르타 가루다 극장 |
| 8월 22일 15:30 |            |       |      | 자카르타 가루다 극장 |
| 8월 22일 15:30 |            |       |      | 자카르타 가루다 극장 |

| 8월 22일 16:30 | 인도네시아 | 24-65 | 이란 | 자카르타 가루다 극장 |
| 8월 22일 16:30 |            |       |      | 자카르타 가루다 극장 |
| 8월 22일 16:30 |            |       |      | 자카르타 가루다 극장 |

| 8월 23일 8:30 | 파키스탄 | 20-38 | 네팔 | 자카르타 가루다 극장 |
| 8월 23일 8:30 |          |       |      | 자카르타 가루다 극장 |
| 8월 23일 8:30 |          |       |      | 자카르타 가루다 극장 |

## 결선

### 대진표
준결승전에서 이긴 두 팀이 결승전에 진출한다. 진 팀은 3위 결정전을 따로 치르지 않고 공동 동메달을 수여한다.
|  | 준결승전 | 준결승전 |          |  | 결승전 | 결승전 |
|  |          |          |          |  |        |        |
|  | 8월 23일 |          |          |  |        |        |
|  |          |          |          |  |        |        |
|  | 대한민국 | 27       |          |  |        |        |
|  | 대한민국 | 27       | 8월 24일 |  |        |        |
|  | 파키스탄 | 24       |          |  |        |        |
|  | 파키스탄 | 24       | 대한민국 |  |        |        |
|  | 8월 23일 |          |          |  |        |        |
|  |          | 이란     |          |  |        |        |
|  | 이란     | 27       |          |  |        |        |
|  | 이란     | 27       |          |  |        |        |
|  | 인도     | 18       |          |  |        |        |
|  | 인도     | 18       |          |  |        |        |

### 준결승전
| 8월 23일 17:00 | 대한민국 | 27-24 | 파키스탄 | 자카르타 가루다 극장 |
| 8월 23일 17:00 |          |       |          | 자카르타 가루다 극장 |
| 8월 23일 17:00 |          |       |          | 자카르타 가루다 극장 |

| 8월 23일 18:00 | 이란 | 27-18 | 인도 | 자카르타 가루다 극장 |
| 8월 23일 18:00 |      |       |      | 자카르타 가루다 극장 |
| 8월 23일 18:00 |      |       |      | 자카르타 가루다 극장 |

### 결승전
| 8월 24일 15:30 | 대한민국 | v | 이란 | 자카르타 가루다 극장 |
| 8월 24일 15:30 |          |   |      | 자카르타 가루다 극장 |
| 8월 24일 15:30 |          |   |      | 자카르타 가루다 극장 |